# 1837 en musique classique
| \| • Retour à la chronologie générale de la musique classique • \| |
| Grèce • Rome • Haut Moyen Âge • VIIIe siècle • IXe siècle • Xe siècle • XIe siècle XIIe siècle • XIIIe siècle • XIVe siècle • XVe siècle • XVIe siècle • XVIIe siècle XVIIIe siècle • XIXe siècle • XXe siècle • XXIe siècle |
| • Retour à la chronologie générale de la musique classique • |

| Années en musique classique : 1834 - 1835 - 1836 - 1837 - 1838 - 1839 - 1840    |
| Décennies en musique classique : 1800 - 1810 - 1820 - 1830 - 1840 - 1850 - 1860 |

Cet article présente les faits marquants de l'année 1837 en musique.

## Événements
- 21 février : création Conservatori superior de música del Liceu à Barcelone.
- 31 mars : célèbre concert organisé par la princesse Cristina Trivulzio Belgiojoso dans son hôtel particulier à Paris au cours duquel s'affrontèrent dans une joute pianistique les deux rivaux Liszt et Thalberg.

### Créations
- 11 mars : Il giuramento, opéra de Saverio Mercadante, à Milan.
- 29 octobre : Roberto Devereux, opéra de Gaetano Donizetti, à Naples.
- 17 novembre : Quatuor op. 44 no 2 en mi mineur de Felix Mendelssohn, créé à Leipzig.
- 5 décembre : Grande Messe des Morts d'Hector Berlioz, donné aux Invalides pour les obsèques du général Damrémont.
- 22 décembre : Zar und Zimmermann, opéra d'Albert Lortzing, créé à Leipzig.

### Autres
- Première édition des Études symphoniques op. 13 de Robert Schumann.

## Prix de Rome
1er Prix : Louis Désiré Besozzi, 2e Prix : Louis François Chollet et Charles Gounod, avec la cantate Marie Stuart et Rizzio.

## Naissances

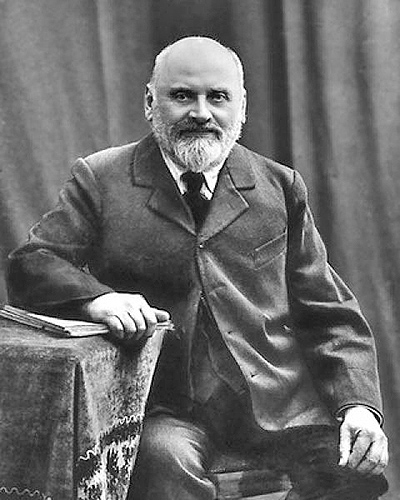
Mili Balakirev

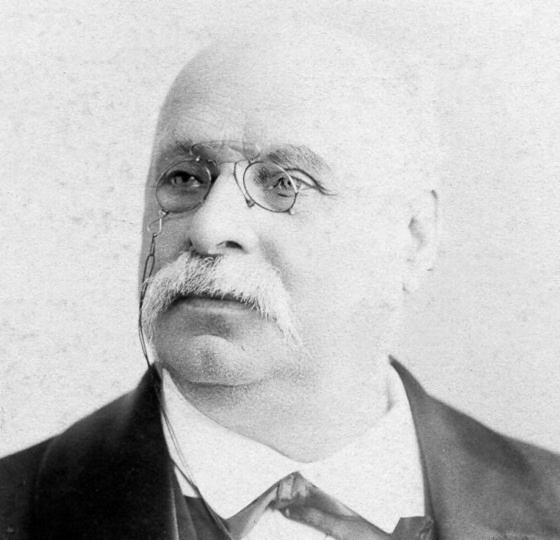
Émile Waldteufel

- 2 janvier : Mili Balakirev, compositeur russe († 29 mai 1910).
- 12 janvier : Adolf Jensen, compositeur, pianiste († 23 janvier 1879).
- 27 janvier : Carlotta Ferrari, compositrice italienne († 23 novembre 1907 (à 70 ans))
- 2 février : Max Zenger, compositeur allemand († 16 novembre 1911).
- 6 mars : Georg Unger, ténor allemand († 2 février 1887).
- 12 mars : Alexandre Guilmant, organiste et compositeur français († 29 mars 1911).
- 20 mars : Rafael Aceves y Lozano, compositeur espagnol († 21 février 1876).
- 21 mars : Louis Mayeur, compositeur, chef d'orchestre, clarinettiste et saxophoniste belge († 16 septembre 1894).
- 22 mars : Hortense Parent, pianiste, compositrice et pédagogue française († 12 janvier 1929).
- 23 mai : Józef Wieniawski, pianiste, pédagogue et compositeur polonais († 11 novembre 1912).
- 29 mai : Luca Fumagalli, pianiste, compositeur et professeur de musique italien († 5 juin 1908).
- 7 juin : Alexis Chauvet, organiste et compositeur français († 29 janvier 1871).
- 23 juin : Ernest Guiraud, compositeur et pédagogue français († 6 mai 1892).
- 25 juin : Josef Werner, violoncelliste et compositeur allemand († 14 novembre 1922).
- 6 juillet : Władysław Żeleński, compositeur, pianiste et organiste polonais († 23 janvier 1921).
- 11 juillet : Paul Lacombe, compositeur français († 4 juin 1927).
- 20 juillet : Hans Sommer, compositeur et mathématicien allemand († 26 avril 1922).
- 28 juillet : Christian Barnekow, compositeur danois († 20 mars 1913).
- 24 août : Théodore Dubois, organiste, pédagogue et compositeur français († 11 juin 1924).
- 29 septembre : Charles Grisart, compositeur d'opéras français († 11 mars 1904).
- 8 octobre : Otto Winter-Hjelm, organiste, chef d'orchestre, critique musical et compositeur norvégien († 3 mai 1931).
- 11 novembre : Jules Pillevesse,  compositeur et chef d'orchestre français († 27 juin 1903).
- 5 décembre : Casimir Théophile Lalliet, hautboïste et compositeur français († 1892).
- 9 décembre : Émile Waldteufel, compositeur français († 12 février 1915).
- 25 décembre : Cosima Wagner, fille de Franz Liszt et épouse 1°) de Hans von Bülow, 2°) de Richard Wagner, directrice du Festival de Bayreuth († 1er avril 1930).

Date indéterminée
- Dikran Tchouhadjian, compositeur et chef d'orchestre arménien († 11 mars 1898).
- Bettina Walker, pianiste et compositrice irlandaise († 4 février 1893).

## Décès

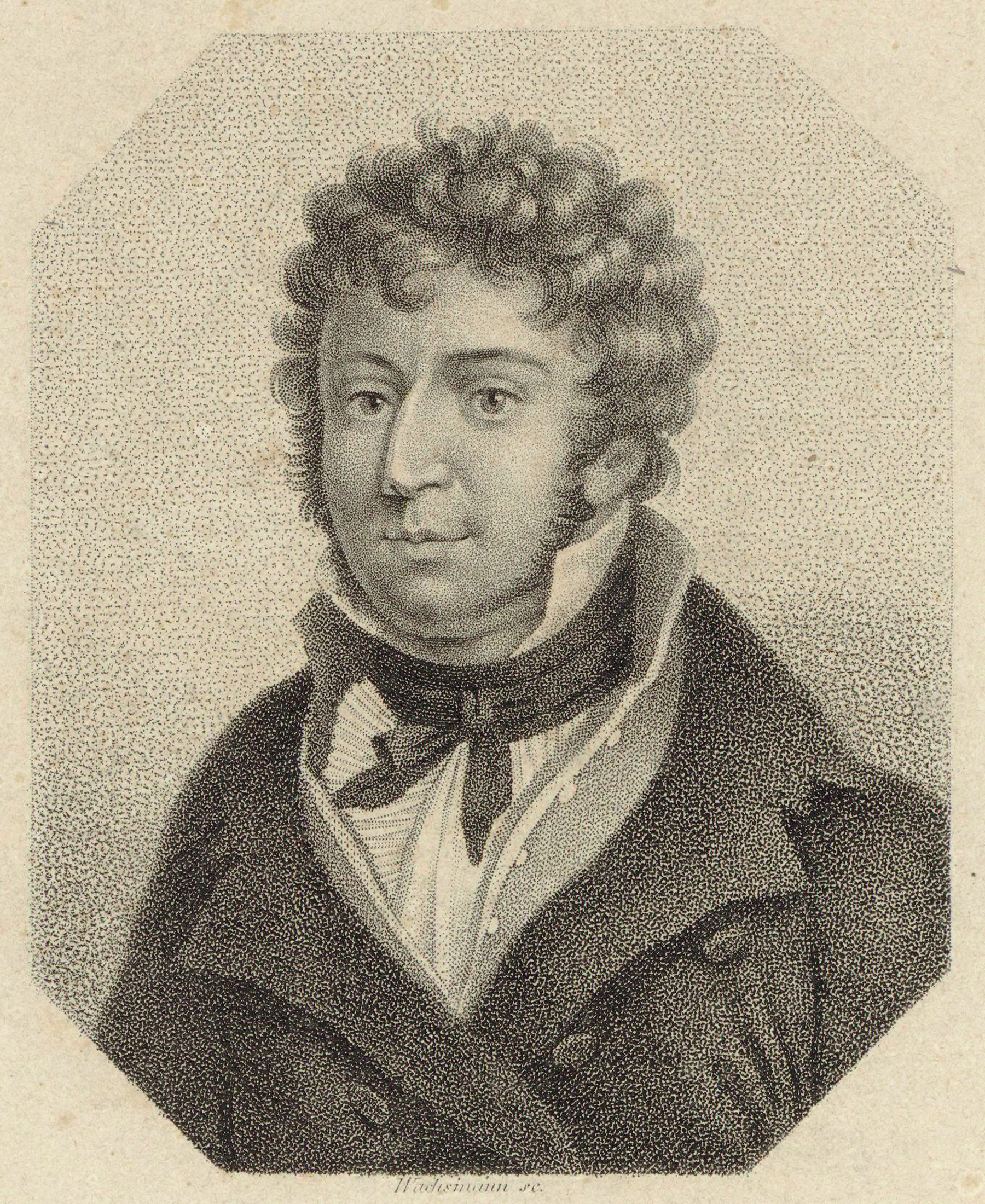
John Field

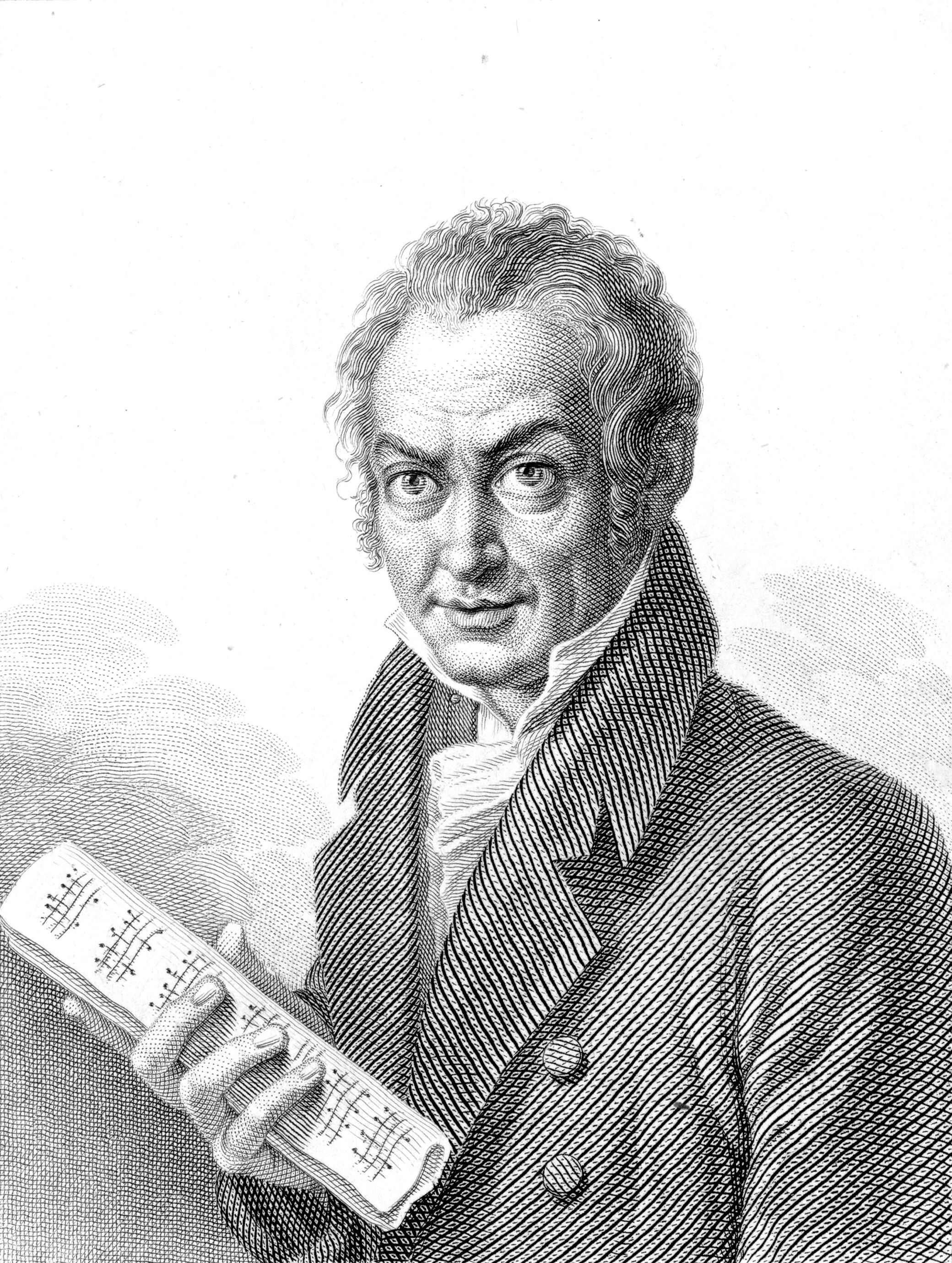
Niccolò Zingarelli

- 7 janvier : Franz Joseph Antony, compositeur allemand (° 1er février 1790).
- 23 janvier : John Field, compositeur irlandais (° 26 juillet 1782).
- 5 février : James Cervetto, violoncelliste et compositeur britannique (° 8 janvier 1748).
- 14 février : Johann Heinrich Gottlieb Streitwolf, facteur d'instruments à vent (bois) et un compositeur allemand († 7 novembre 1779).
- 26 mars : Joseph Linke, violoncelliste et compositeur autrichien (° 8 juin 1783).
- 5 mai : Niccolò Zingarelli, compositeur italien (° 4 avril 1752).
- 25 mai : Johann Evangelist Brandl, violoniste et compositeur allemand (° 14 novembre 1760).
- 16 juin : Valentino Fioravanti, compositeur italien (° 11 septembre 1764).
- 20 juin : Giovanni Furno, compositeur et un pédagogue italien (° 1er janvier 1748).
- 28 juillet : Joseph Schubert, violoniste, altiste, violoncelliste et compositeur allemand (° 20 décembre 1754).
- 6 octobre : Jean-François Lesueur, compositeur et pédagogue français (° 15 février 1760).
- 11 octobre : Samuel Wesley, organiste et compositeur anglais (° 24 février 1766).
- 17 octobre : Johann Nepomuk Hummel, compositeur allemand (° 14 novembre 1778).
- 28 octobre : Jean-Blaise Martin, musicien et chanteur lyrique (° 24 février 1768).
- 22 décembre : Lino Gallardo, compositeur et chef d'orchestre vénézuélien (° vers 1773).

Date indéterminée
- Marie-Thérèse Laruette, cantatrice française (° 1744).
- Jean Théodore Latour, pianiste et compositeur français (° 1766).